# American Songwriter
American Songwriter là một tạp chí xuất bản hai tháng một lần chuyên đưa tin về các sáng tác âm nhạc. Được thành lập vào năm 1984, những nội dung thường xuyên xuất hiện trên tạp chí này bao gồm các cuộc phỏng vấn, mẹo sáng tác, tin tức, bài đánh giá âm nhạc và các cuộc thi viết lời nhạc. Tạp chí có trụ sở tại Nashville, Tennessee.

## Lịch sử
Đội ngũ của American Songwriter tập trung hoàn thành mục tiêu ban đầu mà tạp chí đã đặt ra trong số đầu tiên phát hành vào tháng 8 năm 1984: sản xuất một tạp chí sâu sắc, hấp dẫn trí tuệ về nghệ thuật và những câu chuyện sáng tác bài hát.
Năm 2004, tạp chí – vốn trước đó do Jim Sharp xuất bản – đã được bán cho một tập đoàn đầu tư có trụ sở tại Mobile, Alabama.  Năm 2011, Albie Del Favero nắm quyền điều hành, "gia nhập đội ngũ với tư cách là đồng xuất bản và Chủ tịch công ty mẹ ForASong Media, LLC." Kể từ năm 2004, American Songwriter đã tăng từ 2.000 bản phát hành lên hơn 30.000 bản tính đến tháng 11 năm 2013 và đạt lượng độc giả khoảng 90.000–95.000 mỗi số và 150.000–200.000 lượt truy cập vào trang web chính thức mỗi tháng.
Tạp chí tổ chức sáu cuộc thi viết lời hai tháng một lần. Người chiến thắng trong mỗi cuộc thi sẽ nhận được một cây đàn guitar acoustic Gibson mới, một micro Shure SM58 và một bài giới thiệu trên tạp chí. Người chiến thắng giải thưởng lớn hàng năm trong cuộc thi năm 2014 giành được một suất đồng sáng tác với Ashley Monroe và cơ hội thu âm tại một phòng thu hàng đầu ở Nashville. Năm 2019, American Songwriter đã được Savage Media mua lại.
Một mục đặc biệt của trang web là Songwriter U, tập trung vào hoạt động kinh doanh sáng tác và bao gồm các bài viết về thu tiền bản quyền, tiếp thị, lưu diễn, hướng dẫn guitar và kỹ thuật viết lời.